# Calvin Klein
Calvin Klein Inc és una empresa de moda estatunidenca fundada el 1968 pel dissenyador Calvin Klein, té la seu a Manhattan, Nova York. Des de 2003 és propietat de PVH Corporation.

## Història

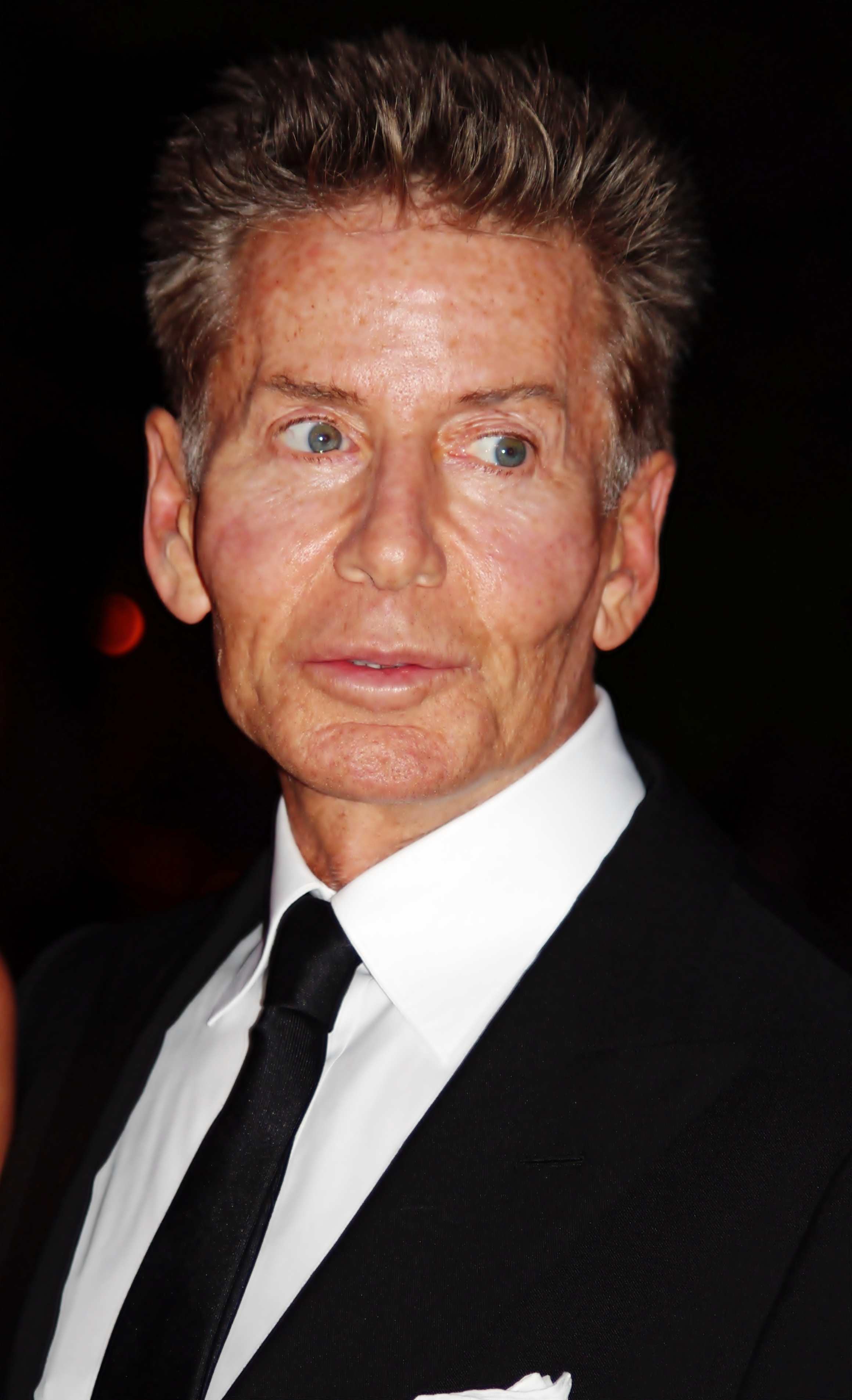
Calvin Klein (dissenyador)

En 1968, Calvin Klein va fundar la companyia Calvin Klein Limited, el seu amic de la infància Barry Schwartz, li va prestar 10.000 dòlars per iniciar l'operació de la recentment creada empresa i posteriorment, un mes més tard es va unir a Calvin Klein Ltd.
Una gran oportunitat vindria quan Klein va llogar un modest saló en un edifici per exhibir una petita línia de mostres, va ser quan el vicepresident de Bonwit Teller es va aturar al pis equivocat, li va agradar el que va veure i va convidar a Klein perquè portés les seves mostres a l'oficina del president de Bonwit Teller. En el primer any de Calvin Klein va aconseguir guanys per 1 milió de dòlars, per a 1971 arribaria als $ 5 milions en vendes.
En 1969, Klein va aparèixer a la portada de la revista nord-americana Vogue. Per 1971, els seus dissenys de roba esportiva, jaquetes clàssiques i llenceria van ser afegits a la seva col·lecció de roba per dama. El 1973, Klein va rebre el Coty American Fashion Critics 'Award, per la seva col·lecció de 74 peces de roba per dama.
En 1977, els ingressos anuals havien augmentat a $ 30 milions de dòlars i Klein comptava ja amb llicències en bufandes, cinturons, sabates, ulleres de sol, llençols, entre d'altres. Posteriorment amb les llicències de cosmetics, jeans, i roba per a home, el volum anual de venda va arribar als $ 100 milions de dòlars. El 1980, el negoci dels pantalons de mezclilla arribar al seu màxim històric, va ser quan Calvin Klein introduir els boxer a la col·lecció de roba interior per a home i dona, la qual recaptaria $ 70 milions de dòlars en un any.
L'èxit va seguir en la dècada del 1980, les vendes al detall mundials van reportar guanys de més de $ 600 milions de dòlars, la roba de Klein es venia en més de 12,000 botigues als Estats Units i estava disponible també en altres sis països. Durant aquesta dècada l'ingrés anual va superar els 12 milions de dòlars.
En 1990, es va promoure la col·lecció de roba interior amb grans anuncis espectaculars mostrant la imatge del llavors cantant Mark Wahlberg modelant uns  boxer ajustats al costat de la model britànica Kate Moss, la campanya va ser reeixida a tal grau que els boxers que mostrava Mark van ser coneguts per la gent com els Calvins. La sessió fotogràfica va ser realitzada pel famós fotògraf de moda, Herb Ritts.

### Adquisició per Phillips-Van Heusen
El desembre de 2003, Calvin Klein Incorporated va ser adquirida per la fabricant camises Phillips-Van Heusen Corp, en una transacció que incloïa $ 400 milions de dòlars en efectiu, $ 30 milions en accions, així com drets de llicències i un estimat de $ 200 a $ 300 milions en royalties sobre els guanys estimades dels següents 15 anys. La transacció també va incloure un continu incentiu econòmic personal per Klein, basat en les vendes futures de la marca Calvin Klein.

## Dissenyadors
El director creatiu de Clavin Klein Collection per a senyora és el brasiler Francisco Costa, ocupa el lloc des de 2003. El britànic, Kevin Carrigan, és el director creatiu de les marques Calvin Klein i Calvin Klein (white label). Carrigan treballa per Klein des de 1998. El director creatiu en cap (CCO) i creatiu de Calvin Klein Underwear és Robert Mazzoli.
L'actual president i COO de la divisió Calvin Klein Inc dins PVH Corp és Tom Murry.

## Marques

Logotip de Calvin Klein Home

Les marques més notables de Calvin Klein són:
- 'Calvin Klein Collection': Black Label, línia de gamma alta.
- 'Calvin Klein ck': Grey Label, llicenciat per Warnaco Group fins a l'any 2044.
- 'Calvin Klein': White Label, línia de gamma alta de roba esportiva.

- 'Calvin Klein Sport': Versió esportiva del white label per les botigues Macy 's.
- 'Calvin Klein Jeans': Línia de roba de mezclilla. Llicenciat per Warnaco Group.
- 'Calvin Klein Home': Col·lecció d'articles de blancs i accessoris de gamma alta.
- 'The Khaki Collection': Col·lecció juvenil de gamma mitjana-alta d'articles de blancs i accessoris.
- 'Calvin Klein Golf': Articles per Golf (llançat el 2007).
- 'Calvin Klein Underwear': Col·lecció de roba interior. Llicenciat per Warnaco Group.
- 'CK one Lifestyle': Fragàncies, roba interior i roba de mezclilla (llançat el 2011).
- 'Calvin Klein Watches & Jewelry': Articles de joieria i rellotges (joieria llançada el 2004, rellotges llançats el 1997).

## Fragàncies

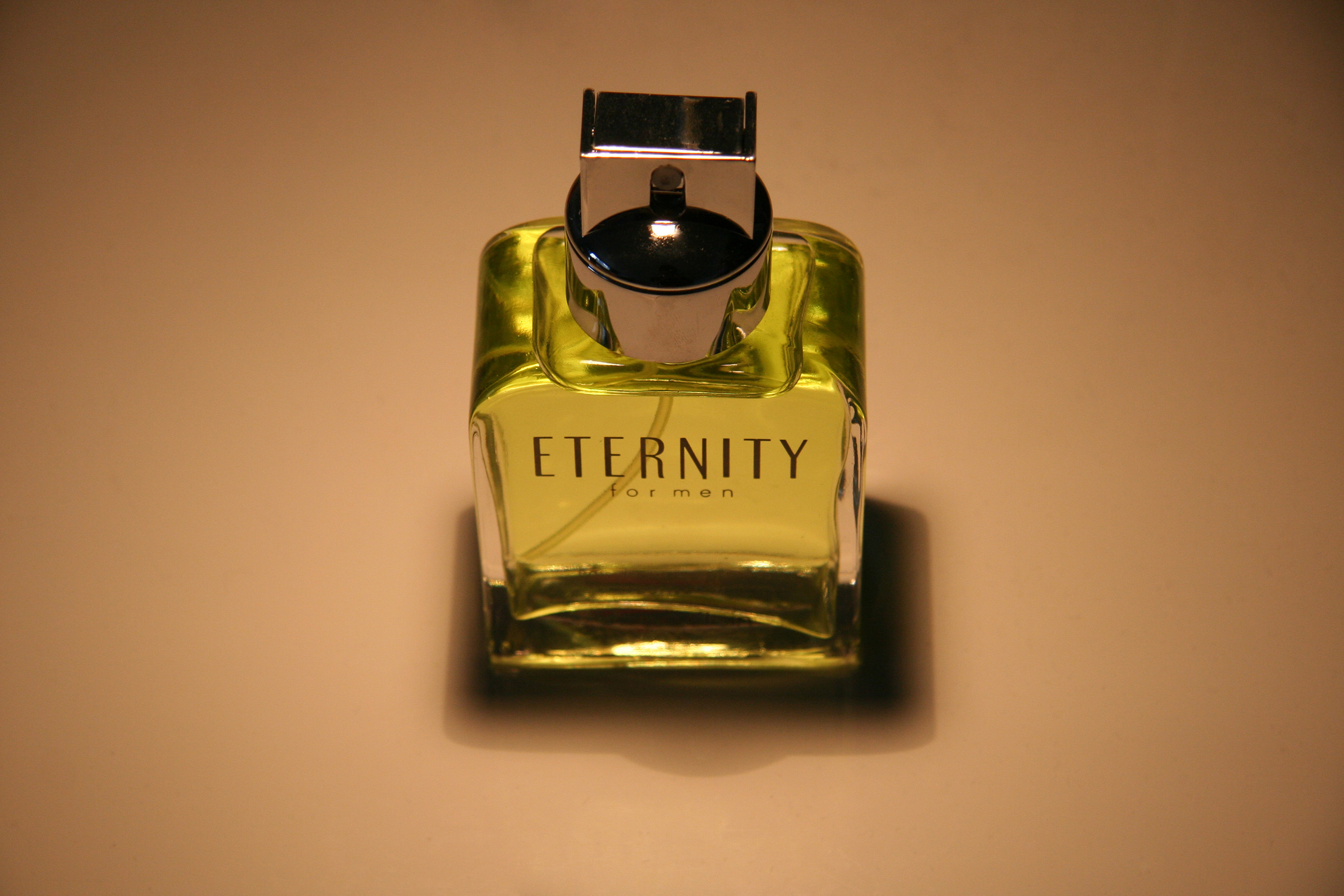
Eternity for men

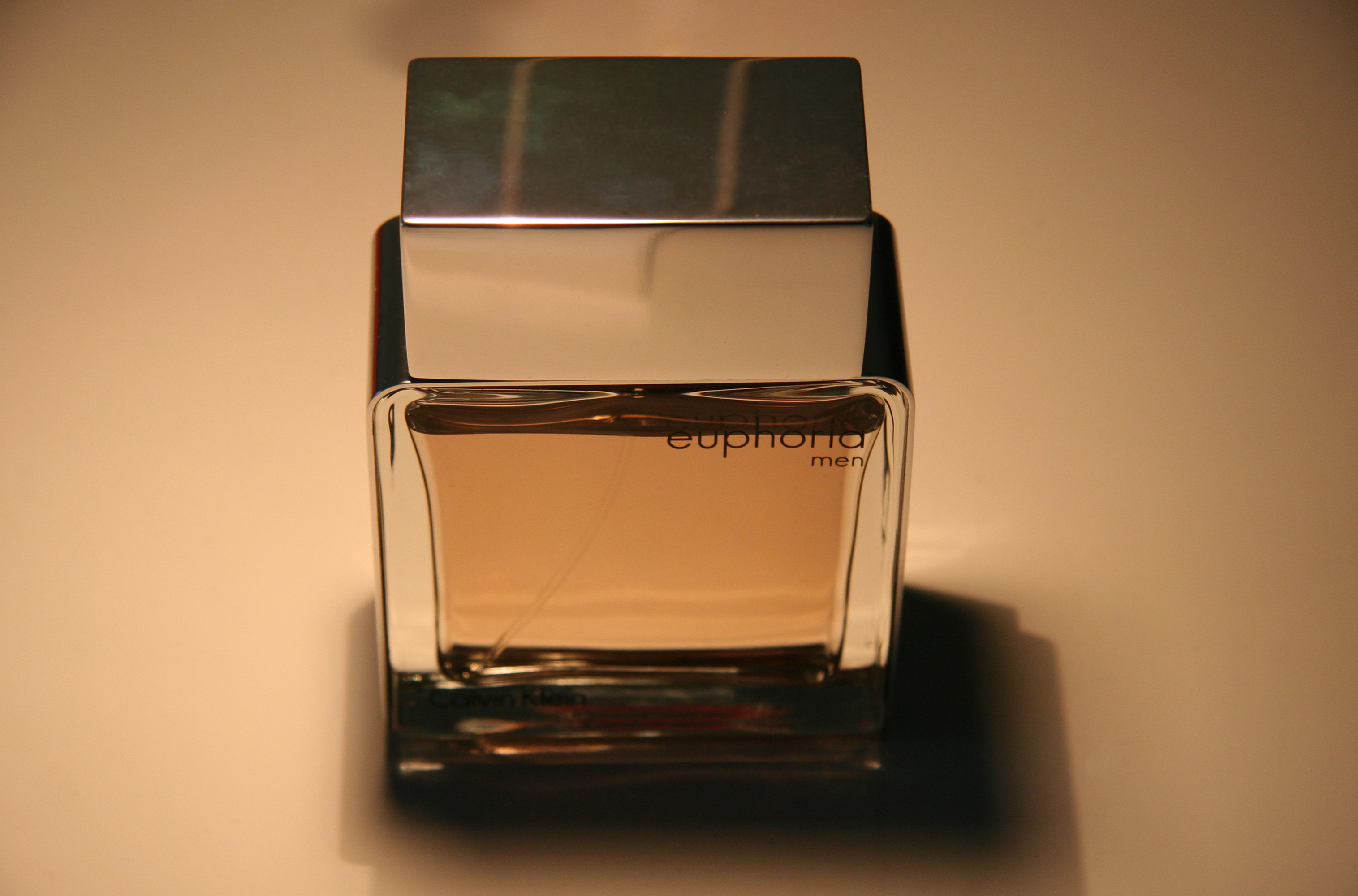
Euphoria men

Calvin Klein té diverses línies de colònies i perfums comercialitzats sota la Calvin Klein Cosmetics Company, marca de Unilever fins al maig del 2005, quan la gegant de cosmetics Coty, Inc va comprar les llicències.
- 'Calvin' - Home, 1981.
- 'Obsession' - Home, 1986 i Dona, 1985.
- 'Eternity' - Home, 1989 i Dona 1988.
- 'Escape' - Home, 1993 i Dona, 1991.Eternity for men
- 'Ck one' - Unisex, 1994; Red Hot Limited Edition, 2000; Graffiti Art Limited Edition, 2003.
- 'Ck be' - Unisex, 1996.
- 'Contradiction' - Home, 1998 i Dona, 1997.
- 'Truth' - Home, 2002 i Dona, 2000.
- 'Eternity Rose Blush' - Dona Limited Edition, 2002.Euphoria men
- 'Crave' - Home, 2003.
- 'Eternity Purple Orchid' - Dona Limited Edition, 2003.
- 'Eternity Moment' - Dona, 2004.
- 'Ck one Summer' - Yellow and green, 2004; yellow and orange, 2005; blue and green, 2006; xarxa and green, 2007; clear blue, 2008; blue and yellow, 2009; orange and yellow, 2010; Limited Editions.
- 'Obsession Night' - Home i Dona, 2005.
- 'Euphoria' - Home, 2006 i Dona, 2005.
- 'Ck one Electric' - Unisex Limited Edition, 2006.
- 'Ck one Scene' - Unisex Limited Edition, 2006.
- 'Eternity Summer' - Home i Dona Limited Editions, 2006, 2007, 2008, 2009, 2010.
- 'Calvin Klein Man' - 2007.
- 'Ck IN2U' - Home i Dona, 2007.
- 'Euphoria Blossom' - Dona, 2007.
- 'Euphoria Intense' - Home, 2008.
- 'CK Free' - Home, 2009.
- 'Beauty' - Dona, 2010.
- 'Ck one Xoc' - Dona, 2011.
- 'Ck one Xoc' - Home, 2011.